# Medicinski fakultet Univerziteta u Zenici
Medicinski fakultet u Zenici je jedna od organizacionih jedinica Univerziteta u Zenici. Osnovan je 2005. godine kao Zdravstveni fakultet u Zenici a od 2016. godine preimenovan je u Medicinski fakultet u Zenici. U 2016/17. akademskoj godini upisani su prvi studenti na integrirani šestogodišnji studij medicine.
Dekan fakulteta je doc. dr sc. Harun Hodžić.

## Odsjeci
Na fakultetu postoje sljedeći studijski odsjeci:
- Opšta medicina
- Zdravstvena njega

Studij na studijskom odsjeku Zdravstvena njega traje 4 godine, odnosno 8 semestara dok je studij Opšte medicine u trajanju od 6 godina (12 semestara).

## Spoljašnje veze
- Zvanični veb-sajt